# Nokia N-Gage
Das Nokia N-Gage von Nokia ist ein Smartphone mit eingebauter Spielkonsole. Es wurde am 4. November 2002 angekündigt und schlussendlich am 7. Oktober 2003 veröffentlicht. Es nutzt als Betriebssystem Symbian OS v6.1. 2004 wurde mit dem N-Gage QD eine Neuauflage veröffentlicht. Es wurde im Februar 2006 für den westlichen Markt eingestellt. Bis ca. 2007 wurde es noch in Asien vertrieben. 2023 eröffnete eine Wanderausstellung rund um das N-Gage namens "A Fantastic Failure" vom Finnish Museum of Games.

## Geschichte
In den frühen 2000er Jahren gab es immer mehr Spieler, die gleichzeitig ein Handy und einen Game Boy, die bekannteste Handheld-Konsole, mit sich trugen. Nokia erkannte die Möglichkeit, diese beiden Geräte in einem zu vereinigen. Zusätzlich bot es Mehrspieler-, Internet- und PDA-Funktionen.

### Vor Veröffentlichung
Am 4. November 2002 kündigte Nokia das N-Gage an. Eine Vorstellung des Gerätes war auf Februar 2003 angesetzt, wurde aber verschoben.
Vom 9. August 2003 bis zur Veröffentlichung des Gerätes, bewarb Nokia das N-Gage mit einer Tour durch Europa. Gestartet in Helsinki und geendet in Paris tourte Nokia durch 50 Städte. Auf der Tour konnte man an der „N-Gage Challenge“ teilnehmen. Dabei musste man den höchsten Highscore in Tony Hawk’s Skateboarding erreichen. Die Gewinner der einzelnen Länder traten im Finale in Paris gegeneinander an. Es gewann der Deutsche Eric „Xentrix“ Riedel (* 1988). In Großbritannien wurden Veranstaltungen von Stars der Fernsehserie Hollyoaks, Uri Geller und diversen DJs unterstützt. Insgesamt nahmen circa 150.000 Menschen teil, 20.000 davon in Großbritannien.

### Verkäufe
Trotz der großen Aufmerksamkeit vor der Veröffentlichung wurde das N-Gage nicht so erfolgreich wie von Nokia erhofft. Es wurden in der ersten Woche 400.000 Exemplare von Nokia verschickt. Unabhängige Marketing-Firmen sagten aus, dass Nokia in der Zeit 5000 Exemplare in den USA und 800 in Großbritannien verkauft hat. Besser sah es im Asiatischen Markt aus. Bis Ende August 2004 verschickte Nokia eine Million Geräte, was unter den angestrebten sechs Millionen lag. Bis 2007 wurden drei Millionen Geräte verschickt. GamePro sprach 2004 von unter 15.000 verkaufen Geräten in Deutschland. Einen Monat nach Einführung wurde der Kopierschutz geknackt.
Die meisten Spieler machen die im Vergleich zum Game Boy Advance geringe Auswahl an Spielen und den hohen Preis von 299 $ (bzw. 300 € in Europa, 1 € mit Vertrag) für den ausbleibenden Erfolg verantwortlich. Auch musste zum Austausch der Spiele jedes Mal umständlich der Akku entfernt werden. Auch das Telefonieren geriet umständlich, da sich Telefonlautsprecher und -mikrofon an der schmalen Oberseite des Gerätes befinden, musste man zum Telefonieren die Oberkante des Gerätes an die Wange halten, was aufgrund des ungewohnten Anblicks oft für befremdliche Blicke umstehender Personen sorgte. Hierfür setzte sich unter N-Gage-Fans der Begriff „Sidetalking“ (dt. etwa „von der Seite sprechen“) durch. Auch wurde das N-Gage in den USA abwertend als „Tacophone“ bezeichnet, während sich hier in Deutschland die Bezeichnung „Dönerhandy“ etablierte.

### Spiele
Siehe auch: Liste von N-Gage-Spielen
Für das N-Gage wurden bis Ende 2006 70 Spiele veröffentlicht. Nennenswerte Spiele sind u. a. Pathway to Glory, System Rush oder auch The Elder Scrolls Travels: Shadowkey. Preislich lagen die Spiele zwischen 40 und 50 €
Die Qualität der erhältlichen Spiele lag über den üblichen „Handyspielen“ und entsprach in etwa Spielen für den Game Boy Advance oder Nintendo DS. Java-Handyspiele sind selten größer als 200 kB, N-Gage-Spiele fanden auf 32 oder gar 64 MB MMCs genügend Platz für die Spieldaten. Speicherstände wurden im 4 MB großen, geräteinternen Speicher abgelegt. N-Gage-Benutzer konnten Spielstände nur mit einem Dateimanager oder dem von Nokia eigens hierfür entwickelten „Game Manager“ verwalten. Mit ihm war es möglich, Speicherstände auf einer Speicherkarte zu sichern und anschließend im Gerätespeicher zu löschen. Unterstützt wurden nur N-Gage-Spiele. Einige Spiele boten einen Multiplayer via Bluetooth oder dem N-Gage Arena Service an.
Außerdem sind 22 weitere Spiele geplant gewesen. Unter anderem DRIV3R, Leisure Suit Larry: Pocket Party oder auch Virtua Cop. Letzteres wurde kurz vor Veröffentlichung gecancelt. Virtua Cop wurde vorher der USK vorgelegt und erhielt eine Freigabe ab 12 Jahren. In Spanien wurde der Film „Reglas de Compromiso“ zusammen mit zwei Spielen auf dem N-Gage veröffentlicht.

### N-Gage Arena
Die N-Gage Arena war eine Software, die es Spielern ermöglicht mit ihrem N-Gage via GPRS-Internet-Verbindung gegeneinander zu spielen. Durch die Bluetooth-Funktionalität des Handys konnte bei entsprechender Ausstattung und Einrichtung auch über den heimischen PC über die normale Analog-, ISDN- oder DSL-Verbindung gespielt werden, was meist kostengünstiger und auch schneller war. GPRS-Verbindungen haben oft eine hohe Latenzzeit, das heißt eine Datenpaket-Laufzeit von 700 ms, herkömmliche Internetverbindungen aber nur ein Zehntel und weniger. Daraus resultierte beim Spielen eine schnellere Reaktionsmöglichkeit. 2005 hatte die N-Gage Arena 300.000 registrierte Nutzer. N-Gage Arena wurde in September 2010 eingestellt.

## N-Gage QD

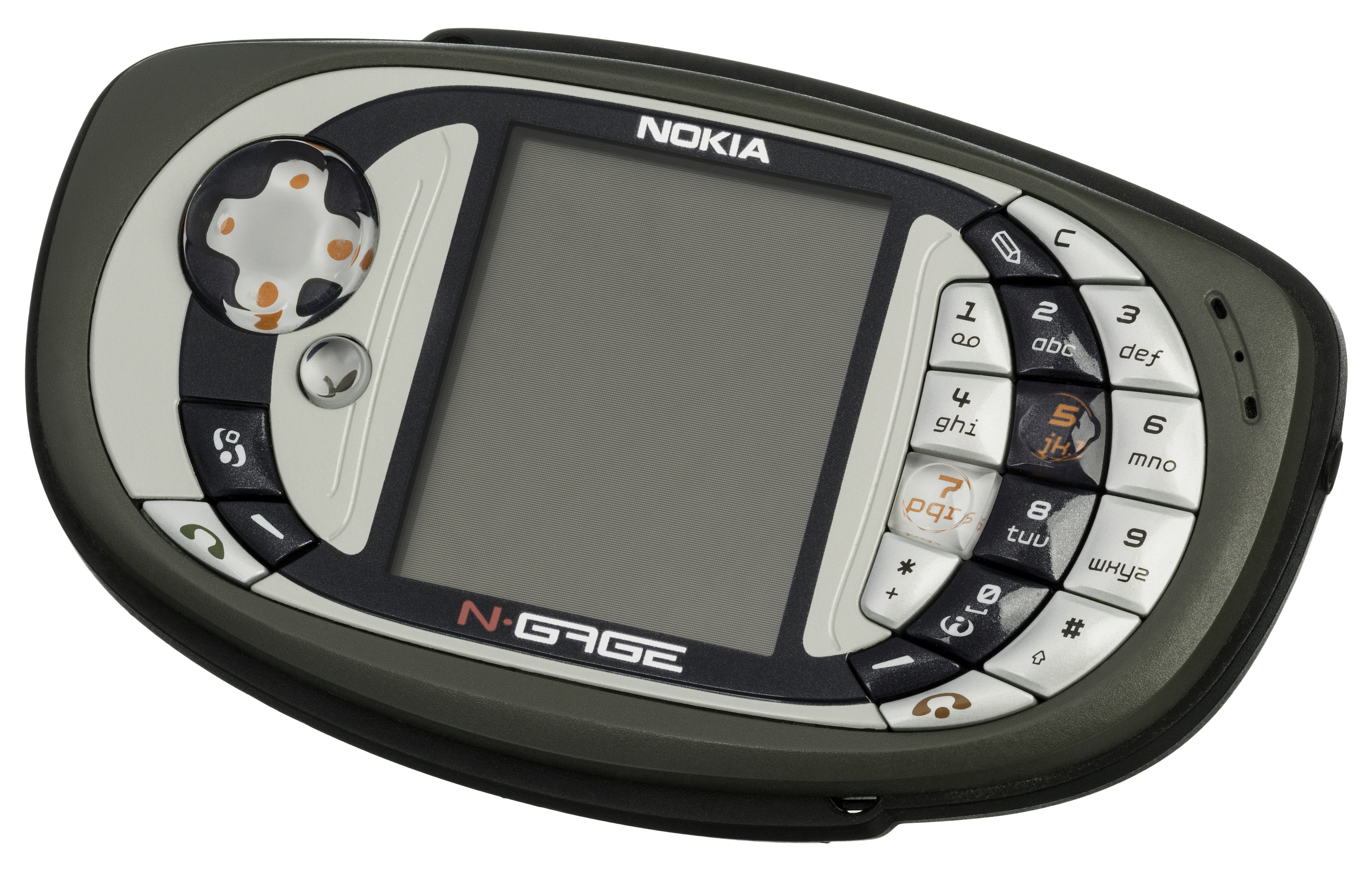
N-Gage QD

Am 14. April 2004 kündigte Nokia das N-Gage QD an. Der überarbeitete Handheld verfügte über einige wesentliche Veränderungen gegenüber dem Vorgänger:
- Hot-Swap-Steckplatz – ermöglicht das Wechseln der Speicherkarte (= Austausch der Spiele) ohne Herausnehmen des Akkus
- Telefonieren in herkömmlicher Haltung – Hörer und Mikrofon wurden normal angebracht
- offizielle Speicherkarten-Unterstützung bis 256 MB (vorher 128 MB) – in der Praxis können auf beiden Modellen Speicherkarten mit bis zu 2 GB verwendet werden
- Auswahl/OK-Taste als separater Button und nicht mehr durch Drücken des Steuerkreuzes
- nur noch Dualband – früher Triband
- MP3-Player eingespart
- Kein integriertes Radio
- Mini-USB-Anschluss nicht mehr integriert
- Geringere Abmaße (118 mm × 68 mm × 22 mm)
- Hellere Displaybeleuchtung

## N-Gage IC
Nach dem Erscheinen des N-Gage QD wurde mit der Entwicklung eines weiteren Nachfolgers begonnen, der intern als N-Gage IC geführt wurde. Dieser hätte deutliche Verbesserungen mit sich gebracht, das Projekt wurde jedoch Ende 2004 eingestellt. Bekannte Verbesserungen gegenüber dem QD:
- CPU-Takt von 123 MHz (statt 104 MHz)
- 8 MB interner Speicher (statt 4 MB)
- Symbian OS 7.0s mit stark modifizierter Oberfläche
- Integrierte Kamera mit 1 Megapixel (1024 × 768)

## N-Gage Next Generation (N-Gage 2.0)

N-Gage Logo (2007–2010)

Auf der E3 2005 wurde ursprünglich angekündigt, dass N-Gage-Spiele ab Herbst 2005 auf allen Nokia-Smartphones laufen können.
Dann sollte das N-Gage im November 2007 als digitaler Spieledienst für verschiedene S60-Geräte fortgesetzt werden, der Release verschob sich allerdings auf den 7. April 2008. Im 1. Quartal 2008 befand sich N-Gage in einer Open-Beta-Phase.
Anfangs war N-Gage 2.0 nur für Nokia Handys der N-Serie gedacht, die erste Ausnahme war das 5320 Xpress Music.
Am 2. November 2009 gab Nokia bekannt, dass ab September 2010 die Plattform N-Gage eingestellt wird. Neue Handys wurden seitdem nicht mehr mit der N-Gage-Anwendung ausgeliefert. Bis 2014 erfolgte das Herunterladen der Spiele über den hauseigenen Nokia Store.
Zu den Launchtiteln gehören:
- Hooked On: Creatures of the Deep
- Asphalt 3: Street Rules
- Snakes Subsonic
- Mile High Pinball
- Brothers in Arms
- Die Sims 2: Haustiere
- World Series of Poker
- ONE
- Midnight Pool 3D
- Pro Series Golf
- Space Impact Kappa Base
- DogZ
- Block Breaker Deluxe
- Brain Challenge
- System Rush: Evolution
- Bounce Boing Voyage
- Worms World Party